# Boreas Peak
Boreas Peak är en bergstopp i Antarktis. Den ligger i Västantarktis. Argentina, Chile och Storbritannien gör anspråk på området. Toppen på Boreas Peak är 670 meter över havet.
Terrängen runt Boreas Peak är kuperad åt nordost, men åt sydväst är den platt. Havet är nära Boreas Peak åt sydväst. Trakten är obefolkad. Det finns inga samhällen i närheten.